# Sumitomo Chemical

Europese vestiging van Sumitomo Chemical in Machelen nabij Brussel

Sumitomo Chemical (住友化学株式会社, Sumitomo Kagaku Kabushiki-gaisha) is een groot Japans chemiebedrijf. Het bedrijf staat genoteerd op de Tokyo Stock Exchange en maakt deel uit van de Nikkei 225 index. Het bedrijf is deel van de Sumitomo-groep, een van de grootste keiretsu (industriële groeperingen) van Japan. De oorsprong van de Sumitomo-groep gaat terug tot de zeventiende eeuw, toen Masatomo Sumitomo startte met de ontginning van koper.
Het wereldwijde hoofdkwartier bevindt zich in Tokio; het Europese hoofdkwartier in Machelen.

## Geschiedenis
In 1884 opende het Japanse bedrijf Besshi een kopersmelterij. De productie leidde tot de uitstoot van veel zwaveldioxide. De luchtverontreiniging leidde tot schade aan de lokale landbouwproductie. Om dit tegen te gaan bouwde bouwde de familie Sumitomo in 1913 in Ehime een fabriek voor de productie van kunstmest. De kunstmest werd geproduceerd op basis van zwaveldioxide die vrijkomt bij het smelten van kopererts. In 1915 werd de fabriek in gebruik genomen. Later volgde nog een fabriek voor zwavelzuur voor de productie van ammoniumsulfaat.
In 1944 ging het een fusie aan met de Japan Dyestuff Manufacturing Company, een producent van kleurstoffen en farmaceutische producten.
Na de Tweede Wereldoorlog ging Sumitomo Chemical verder op het gebied van landbouwchemicaliën zoals insecticiden en gewasbescherming
producten. De farmaceutische activiteiten werden uitgebreid door samenwerkingsverbanden en overnames van buitenlandse bedrijven.
In de jaren vijftig besloot het bedrijf actief te worden in de petrochemie. In 1958 kwam de eerste fabriek voor ethyleen en polyethyleen in Ehime gereed. Er volgde een grotere fabriek in Chiba en het productaanbod werd uitgebreid. In 1971 werd het eerste internationale project opgezet in Singapore. De raffinaderijen op Jurong verzekerden een continue stroom van nafta tegen een concurrerende prijs. De strategische ligging van Singapore gaf Sumitomo Chemical toegang tot de snelgroeiende Zuidoost-Aziatische markt.
Tegen het einde van de 20e eeuw nam het gebruik van internet, personal computers en mobiele telefoons sterk toe. Sumitomo Chemical ging zich richten op deze sector met speciaal ontwikkelde chemicaliën voor deze producten en productieprocessen.
In 2004 ging het bedrijf samenwerken met Saudi Aramco in het Rabigh-project. Dit project omvat de bouw van een olieraffinaderij en petrochemisch complex in Rabigh. In 2005 werd Rabigh Refining en Petrochemical Company opgericht als een joint venture van beide partijen. Na een investering van US$ 10 miljard startte in november 2009 de productie. Na een beursgang van PetroRabigh in 2008, waarbij 25% van de aandelen werden verkocht, houden Sumitomo Chemical en Saudi Aramco allebei nog een aandelenbelang van 37,5%.